# De Polle (De Friese Meren)
De Polle of Polle (Fries: De Pôle of Pôlle) is een voormalige buurtschap in de gemeente De Friese Meren, in de Nederlandse provincie Friesland. De Polle lag ten zuidwesten van Heerenveen, tussen Rohel en Rotsterhaule aan de huidige wegen Pôlle en Hoge Dijk. De buurtschap is in de 19e eeuw ontstaan, op het laatste stuk van de Hoge Dijk vanaf de kruising met de Lange Dijk.
De buurtschap heeft een eigen kerk gehad, deze werd 1930 in gebruik genomen maar in 1982 gesloten waarna het een woonhuis is geworden. 
Voor de gemeentelijke herindelingen in 1984 behoorde De Polle tot de gemeente Haskerland. En van 1984 tot 2014 tot de gemeente Skarsterlân.